# Mứt hạt bàng

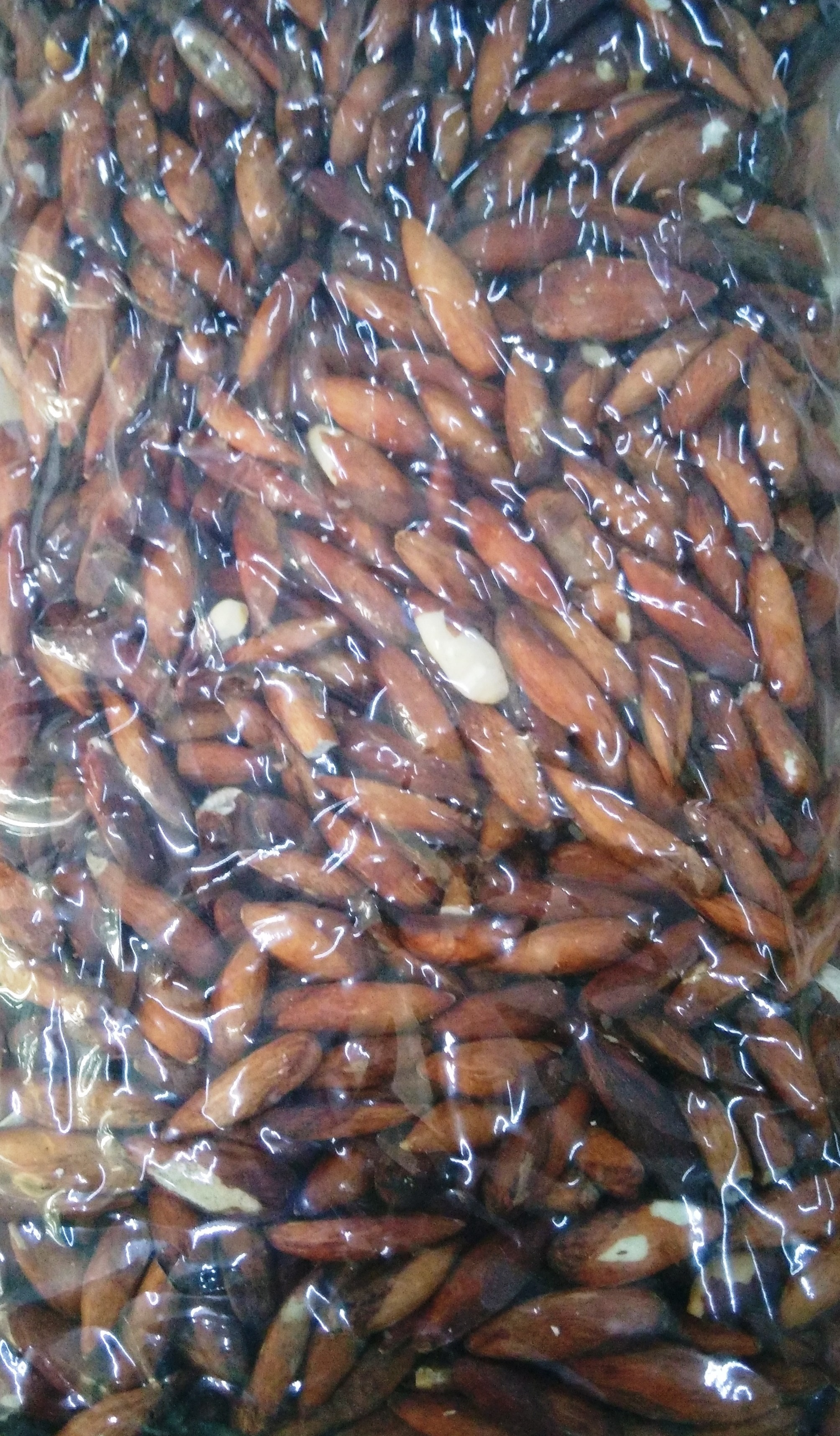
Mứt hạt bàng ở Côn Đảo

Mứt hạt bàng hay hạt bàng rang hay mứt hột bàng là một thức ăn đặc sản ở huyện Côn Đảo, tỉnh Bà Ria-Vũng Tàu được nhiều du khách khi đến du lịch ở Côn Đảo thường mua về làm quà. Đây là một món quà đặc sản mang đậm dấu ấn Côn Đảo, món ăn này còn là thức quà vặt của học sinh ở vùng Côn Đảo. Từ nhiều năm qua, sản phẩm từ hạt bàng đã góp phần tạo thêm thu nhập cho người dân ở Côn Đảo.

## Đặc điểm
Mứt hạt bàng được làm từ nguyên liệu là hạt của cây bàng là loại cây cho địa phương một sản phẩm phục vụ du lịch ở Côn Đảo nên nhiều hộ dân làm mứt hạt bàng bán để có thêm thu nhập và tạo ra sản phẩm du lịch đặc trưng, ý nghĩa ở Côn Đảo. Loại mứt được làm từ nguyên liệu là hạt bàng với phương pháp rang, hạt bàng ở Côn Đảo có độ săn chắc và đầy thịt hơn hẳn. Có hai loại mứt hạt bàng là mứt hạt bàng vị ngọt và vị mặn.
Gọi là mứt nhưng thực chất món này chính là hạt bàng rang với muối hoặc với đường như đậu phộng rang muối hay rang đường Loại mứt rang với muối không mặn, chỉ đậm đà hơn hạt bàng tươi và gần như giữ được vị bùi bùi nguyên gốc của hạt bàng tươi. Loại rang với đường thì  ngọt và không còn giữ được vị gốc của hạt bàng. Hạt bàng rang muối nhìn mập, vỏ hơi thâm nâu, khi cắn vào thì thấy các lớp màu trắng ngà của hạt bàng xếp cuộn khít vào nhau, rất đều đặn. Mứt có vị ngọt của đường hay vị mặn của muối hoà lẫn vị bùi và béo của hạt bàng ở đầu lưỡi.

## Chế biến
Để chế biến mứt hạt bàng, người dân phải chờ quả bàng rụng rồi nhặt về đem phơi chừng nửa tháng. Sau khi phơi khô, hạt bàng được tách làm đôi để lấy hạt bên trong. Với 50 kg quả bàng khô sẽ được 1 kg hạt bàng nên để làm ra được 1 kg mứt hạt bàng là cả một quá trình nhọc nhằn. Mứt hạt bàng được chế biến tự loại bàng ở Côn Đảo, đây là loại cây rừng, lá và quả khá lớn. Quả bàng chín nhiều nhất là vào mùa hè, khoảng tháng 7, tháng 8. Khi đó quả bàng rụng đầy trên đường. Người dân Côn Đảo thu hoạch quả bàng đem phơi cho dốt vỏ, rồi đem ra chẻ lấy hạt. Hạt bàng mới tách ra có màu nâu giống như màu gỗ được đánh vẹc-ni. Thao tác mất vài tiếng đồng hồ, vừa chẻ vừa tách chỉ được chừng vài trăm gram hạt. Sau đó đem rang muối hoặc rang đường.
Công đoạn chế biến chỉ là phơi khô, dùng dao chẻ từng quả một lấy nhân ra, rồi rang sao cho khéo léo, hạt được phơi qua nhiều lần nắng cho thật khô rồi mới đem đi tẩm ướp thành món ngon để có những sản phẩm thơm ngon bán cho người dân địa phương và du khách tuy nhiên cũng rất công phu, phơi khô chừng bốn năm nắng rồi dùng dao đập vỏ tách lấy hạt. Mất vài giờ đồng hồ vừa chẻ vừa vừa tách trái bàng, dùng tăm khều lấy hạt ra cũng chỉ được vài trăm gam hạt. Sau đó đem rang lên cho khéo để có được những hạt bàng mập mạp đều nhau. Mứt nhân trái bàng có màu trắng đục, ăn bùi và ngậy